# Secrétaire d'État pour le Pays de Galles
Le secrétaire d'État pour le Pays de Galles (en anglais : Secretary of State for Wales, en gallois : Ysgrifennydd Gwladol Cymru), communément appelé Welsh Secretary (littéralement en français : « secrétaire gallois »), est le secrétaire d'État placé à la tête du bureau du Pays de Galles, au Royaume-Uni.
Il est membre du gouvernement britannique et non du gouvernement gallois, et est responsable de ses actions devant le Parlement du Royaume-Uni et non le Parlement gallois.
L'actuel titulaire de ce poste est, depuis le 5 juillet 2024, la travailliste Joanna Meriel Stevens.

## Historique
Le poste de secrétaire d'État pour le Pays de Galles est créé le 18 octobre 1964, lors de l'accession au pouvoir de Harold Wilson. Il s'agissait jusqu'à présent d'un poste de ministre d'État au sein du département de l'Intérieur, puis du ministère du Logement et des Collectivités locales. Il se voit chargé de la direction du Bureau gallois à partir de 1965, puis du bureau du Pays de Galles après la création de l'Assemblée nationale du pays de Galles en 1999.

### Liste
| Nom | Nom                | Nom | Dates du mandat  | Dates du mandat  | Parti politique | Gouvernement                     |
| --- | ------------------ | --- | ---------------- | ---------------- | --------------- | -------------------------------- |
|     | Jim Griffiths      |     | 18 octobre 1964  | 5 avril 1966     | Travailliste    | Wilson I et II                   |
|     | Cledwyn Hughes     |     | 5 avril 1966     | 5 avril 1968     | Travailliste    | Wilson II                        |
|     | George Thomas      |     | 5 avril 1968     | 20 juin 1970     | Travailliste    | Wilson II                        |
|     | Peter Thomas       |     | 20 juin 1970     | 5 mars 1974      | Conservateur    | Heath                            |
|     | John Morris        |     | 5 mars 1974      | 5 mai 1979       | Travailliste    | Wilson III et IV Callaghan       |
|     | Nicholas Edwards   |     | 5 mai 1979       | 13 juin 1987     | Conservateur    | Thatcher I et II                 |
|     | Peter Walker       |     | 13 juin 1987     | 4 mai 1990       | Conservateur    | Thatcher II et III               |
|     | David Hunt         |     | 4 mai 1990       | 27 mai 1993      | Conservateur    | Thatcher III Major I et II       |
|     | John Redwood       |     | 27 mai 1993      | 26 juin 1995     | Conservateur    | Major II                         |
|     | David Hunt         |     | 26 juin 1995     | 5 juillet 1995   | Conservateur    | Major II                         |
|     | William Hague      |     | 5 juillet 1995   | 3 mai 1997       | Conservateur    | Major II                         |
|     | Ron Davies         |     | 3 mai 1997       | 27 octobre 1998  | Travailliste    | Blair I                          |
|     | Alun Michael       |     | 27 octobre 1998  | 28 juillet 1999  | Travailliste    | Blair I                          |
|     | Paul Murphy        |     | 28 juillet 1999  | 24 octobre 2002  | Travailliste    | Blair I et II                    |
|     | Peter Hain         |     | 24 octobre 2002  | 24 janvier 2008  | Travailliste    | Blair II et III Brown            |
|     | Paul Murphy        |     | 24 janvier 2008  | 5 juin 2009      | Travailliste    | Brown                            |
|     | Peter Hain         |     | 5 juin 2009      | 11 mai 2010      | Travailliste    | Brown                            |
|     | Cheryl Gillan      |     | 11 mai 2010      | 4 septembre 2012 | Conservateur    | Cameron I                        |
|     | David Jones        |     | 4 septembre 2012 | 14 juillet 2014  | Conservateur    | Cameron I                        |
|     | Stephen Crabb      |     | 15 juillet 2014  | 19 mars 2016     | Conservateur    | Cameron I et II                  |
|     | Alun Cairns        |     | 19 mars 2016     | 6 novembre 2019  | Conservateur    | Cameron II May I et II Johnson I |
|     | Simon Hart         |     | 16 décembre 2019 | 6 juillet 2022   | Conservateur    | Johnson II                       |
|     | Robert Buckland    |     | 7 juillet 2022   | 25 octobre 2022  | Conservateur    | Johnson II Truss                 |
|     | David T. C. Davies |     | 25 octobre 2022  | 5 juillet 2024   | Conservateur    | Sunak                            |
|     | Jo Stevens         |     | 5 juillet 2024   | en fonction      | Travailliste    | Starmer                          |